# 長野県立明科高等学校
もしかして
- 長野県明科高等学校

ではありませんか？